# Toko Lay
Der Toko Lay (chinesisch 黎土庫 / 黎土库, Pinyin Lí tǔkù, Jyutping Lai4 tou2fu3 – „Laden Lay, Warenhaus Lay“) ist ein Gebäude aus der portugiesischen Kolonialzeit in Osttimors Landeshauptstadt Dili. Das Geschäfts- und Wohngebäude der chinesischstämmigen Familie Lay – 黎,  Lí, Jyutping Lai4 – mit den hohen Räumen wurde 1959 im Stadtteil Colmera errichtet und beherbergt heute einen Laden mit Bauzubehör. Der Toko Lay befindet sich in der Rua 25 de Abril (ehemals Rua Nicolau dos Reis Lobato, in der Kolonialzeit Rua José Maria Marques).

## Geschichte

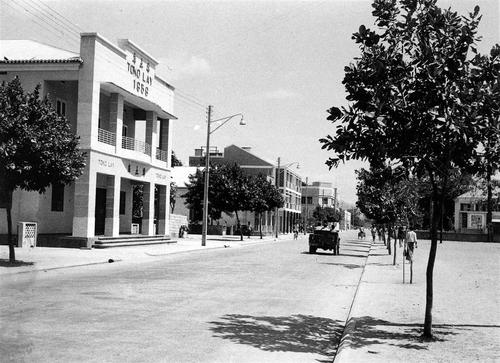
Toko Lay (1967)

Infolge der unsicheren Lage durch den Bürgerkrieg in Osttimor 1975 versammelten sich in der zweiten Hälfte des Jahres viele Flüchtlinge in den wenigen großen Gebäuden der Stadt, darunter Menschen aus kleineren Orten, wie aus Liquiçá, Suai und Same. Der damalige Besitzer Lay Tin Hsiong war bereits ins Ausland gegangen. Sein Schwager Chico Lay gab der chinesischen Gemeinde die Erlaubnis, das Gebäude zu nutzen. Unter den Flüchtlingen befand sich der chinesische Geschäftsmann Chong Kui Yan aus Dili und seine Familie, der später Amnesty International von den Ereignissen am 7. Dezember 1975 berichtete. An diesem Tag begann Indonesien mit der offenen Invasion Osttimors und dem Angriff auf Dili. Im Toko Lay befanden sich mehr als 100 Menschen, ausschließlich Zivilisten. Um 10 Uhr begannen die Indonesier auch auf das Haus zu schießen. Der aus Same stammende Tsam Yi Tin kam aus dem Nebengebäude, um sich zu ergeben und wurde erschossen. Dessen Sohn überlebte, da er sich nach einem Treffer tot stellte. Die Indonesier stürmten den Toko Lay und schickten alle Bewohner hinaus. Sie wurden zum Strand beim Vereinsheim des Sporting Clube de Timor gebracht und mussten sich in einer Reihe in den Sand setzen.
Als die Leute in Angst aufschrien, wurden sie 50 Meter weiter zum Hafen geführt, wo sie sich der Größe nach in Richtung des Meeres aufstellen sollten. Die Soldaten luden ihre Gewehre durch und taten so, als wollten sie die Gefangenen erschießen. Dann wurden sie zum Hafentor getrieben und wieder wurden die Gewehre durchgeladen. Danach schickte man Frauen und Kinder zur chinesischen Schule, die Männer mussten Gräber für die Opfer der Invasion ausheben oder die Leichen ins Meer werfen. Nachdem sie die Arbeit getan hatten, wurden 20 Chinesen aus Colmera wieder mit dem Gesicht zum Meer aufgestellt und dann mit einem Schuss in den Kopf hingerichtet. Darauf folgten weitere Gruppen, die ebenfalls getötet wurden. Insgesamt wurden 59 Chinesen und Timoresen hingerichtet. Die Bevölkerung wurde aufgefordert mitzuzählen. Die Hinrichtungen wurden von den Indonesiern als Vergeltung für den Tod eines indonesischen Fallschirmjägers beim Toko Lay begründet. Der tote Soldat soll am Toko Lay gehangen haben. Die Opfer wurden von Gefangenen mit Steinen beschwert und ins Wasser geworfen. Chong Kui Yan gehörte zu den Arbeitern, die die Leichen entsorgen mussten, und durfte danach gehen. Unter den namentlich bekannten Opfern der Erschießungen sind elf Personen mit dem Namen Lay, im Alter zwischen 16 und 60 Jahren. Am Denkmal für Heinrich den Seefahrer vor dem Regierungspalast wurde bei Bauarbeiten zwischen Juni und Juli 2012 ein Massengrab mit mindestens 72 Leichen entdeckt. Es war unklar, ob es sich bei ihnen um Opfer der indonesischen Invasion und der folgenden Hinrichtungen im Toko Lay handelt oder im Zweiten Weltkrieg Umgekommene. Da die Toten relativ groß waren, vermutete man, dass es sich bei den Opfern um Angehörige der chinesischen Minderheit handelt. Ein internationales Expertenteam aus Australien, Malaysia, Korea und Thailand sollte den Fall untersuchen.
Während der indonesischen Operation Donner 1999 wurde auch der Toko Lay beschädigt. Nach dem Abzug der Indonesier im selben Jahr führte Lay Chung Eng, der Sohn des Gründers, den Laden weiter.